# Katie Mack
Katherine J. Mack est une astrophysicienne, enseignante-chercheuse à l'Université d'État de Caroline du Nord, spécialisée dans l'étude de la matière noire et son rôle dans la naissance et la mort de l'Univers.

## Biographie
Après un master en physique au California Institute of Technology en 2003 et un doctorat d'astrophysique à l'Université de Princeton en 2009, elle effectue un postdoctorat au Kalvi Institute for Cosmology, puis obtient en 2012 un Discovery Early Career Researcher Award à l'Université de Melbourne. Elle est depuis janvier 2018 assistante-professeure dans le Département de physique de l'Université d'État de Caroline du Nord.
En 2017, elle est choisie comme conférencière par l'Institut Australien de Physique en raison de ses contributions scientifiques notables au sujet des traces observables de l'évolution de l'Univers.
En 2018, elle est membre du jury du Nature Research Awards for Inspiring Science and Innovating Science de la revue Nature.
En 2019, elle est membre du jury du prix Alfred P. Sloan du Festival du film de Sundance, qui récompense un long-métrage à sujet technologique ou scientifique.
Elle publie son livre The End of Everything (Astrophysically Speaking), dans lequel elle explore cinq hypothèses sur la fin de l'Univers.
À côté de ses activités de recherche, elle développe une intense activité de vulgarisation scientifique à travers des conférences grand public, des articles et entretiens dans la presse, ainsi qu'à travers son compte Twitter, qui est l'un des comptes d'astrophysique les plus influents sur le réseau. Elle est également engagée dans la lutte contre le réchauffement climatique,, contre les discriminations dans le milieu académique et pour la visibilité bisexuelle.